# Georg Trakl
Georg Trakl (3. února 1887 – 3. listopadu 1914) byl rakouský expresionistický lyrický básník.

## Život
Georg Trakl se narodil v Salcburku v rodině obchodníka se železářským zbožím. Jeho česká matka Marie byla umělecky založená a měla na budoucího básníka velký vliv. Vystudoval katolickou základní školu, byť jeho rodiče byli protestanti, pokračoval na místním klasickém gymnáziu. Poezii začal psát kolem roku 1904. V roce 1905 začal ve Vídni studovat farmacii, dostudoval v roce 1910. Na vysoké škole se spřátelil s místní uměleckou bohémou a také publikoval několik básní. Poté absolvoval roční vojenskou službu, po ní se po krátkém a nepříliš šťastném období v Salcburku živil jako farmaceut v nemocnici v Innsbrucku, kde se stýkal s místními umělci, například s redaktorem místního literárního časopisu Ludwigem von Fickerem. Tehdy vydal svou sbírku Básně.
Za první světové války byl Trakl vyslán jako zdravotník do města Gródek (dnes Horodok) na polsko-ukrajinských hranicích. Hrůzy války ještě prohloubily jeho depresivní povahu, pokusil se zastřelit. Byl ale zachráněn a umístěn do nemocnice v Krakově, kde 3. listopadu 1914 spáchal sebevraždu předávkováním se kokainem (kokain byl tehdy užíván jako anestetikum).
Pochován byl 6. listopadu 1914 v polském Krakově, avšak 7. října 1925 byl na přání Ludwiga von Fickera, svého přítele, převezen do Innsbrucku (Neuer Mühlauer Friedhof).

## Dílo
Jeho lyrická díla, konkrétně sbírky Básně (Gedichte, 1913), Šebestián ve snu (Sebastian im Traum, 1915), Podzimní duše (Der Herbst des Einsamen, 1920) a Píseň zesnulých (Gesang des Abgeschiedenen, 1933) jsou ovlivněna dekadencí, jsou velmi depresivní, vynikají ale bohatou symboličností obrazů a tvoří základ rakouské poezie 20. století. Věnoval se také dramatické tvorbě, jeho dvě krátké komedie ale neměly úspěch.

### Překladatelé Traklova díla do češtiny
- Bohuslav Reynek
- Ludvík Kundera
- Radek Malý

Poprvé Traklovy básně přeložil z němčiny Bohuslav Reynek. Následující překlad, rovněž Reynkův, knihu Šebestian v snu, vydal v roce 1924 nakladatel František Obzina.. Kompletní Traklovo dílo přeložil do češtiny Ludvík Kundera Z Kunderova překladu připravil Český rozhlas v roce 1995 výbor z jeho poezie s názvem Šebestián ve snu. pořad připravil Marek Toman, v režii Vladimíra Tomeše recitovali Jiří Hromada a Ivan Gübel.

## Traklovy básně v Salcburku
Od roku 1985 jsou po Salcburku a okolí umisťovány kamenné desky s Traklovými básněmi. Tato takzvaná „Traklova místa‟ jsou zpravidla úzce spjata s jeho životem a básnickými motivy. Do roku 2017 jich bylo umístěno celkem deset. Desky s básněmi jsou umístěny například v Traklově rodném domě na Waagplatz 1a, na hřbitově St.-Peters-Friedhof nebo v zámeckém parku Mirabellgarten.

## Fotogalerie

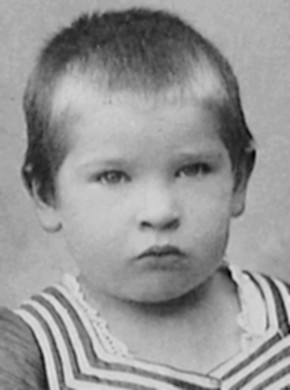
Georg Trakl (1892)
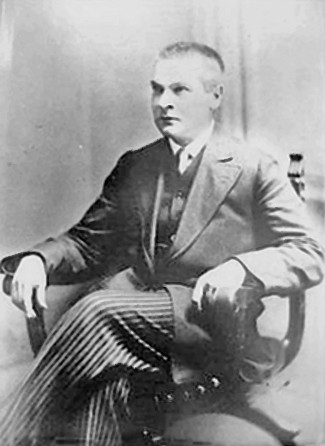
Georg Trakl (cca 1914)
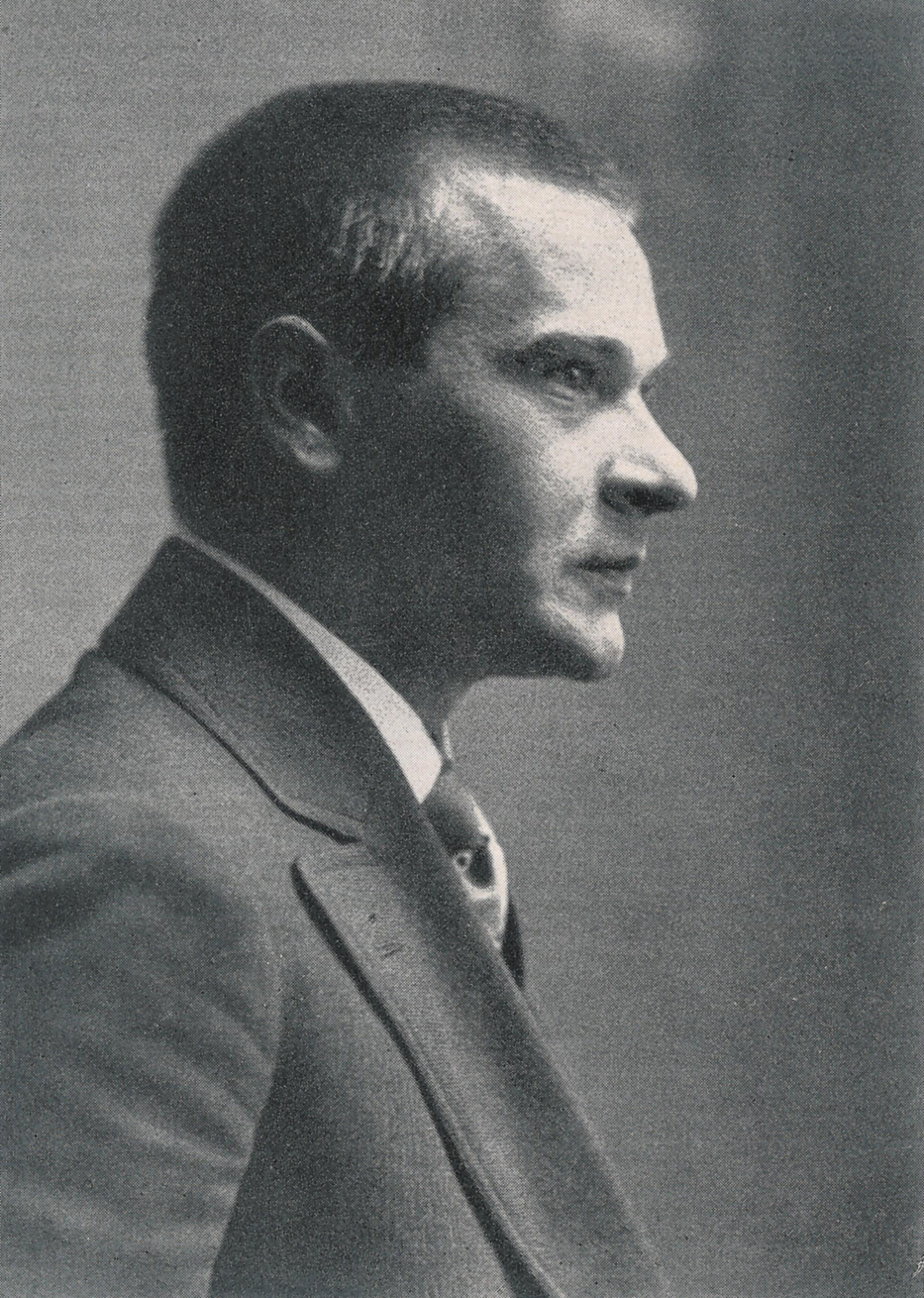
Georg Trakl (cca 1914)
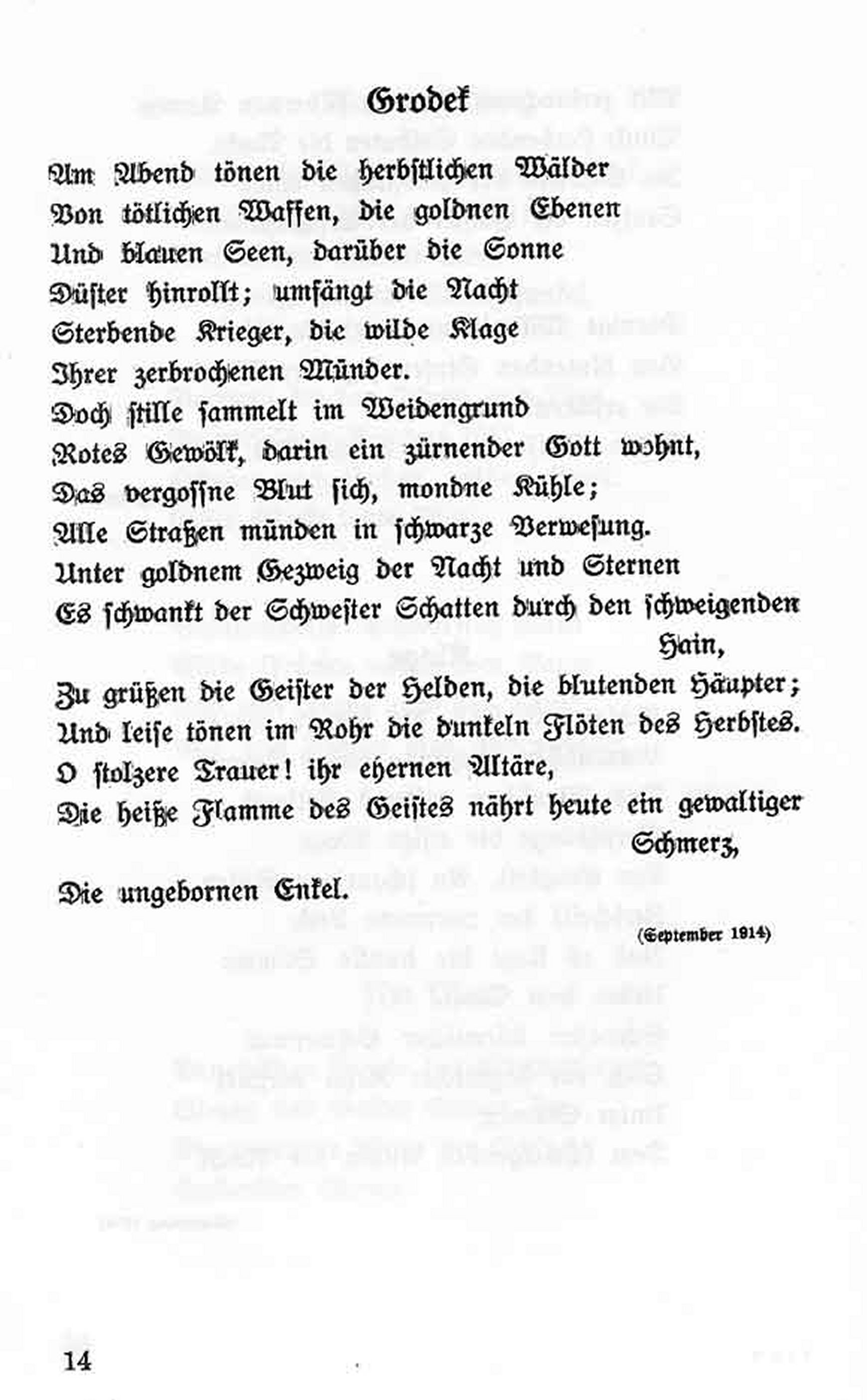
Traklova politicko-sociální báseň „Grodek“
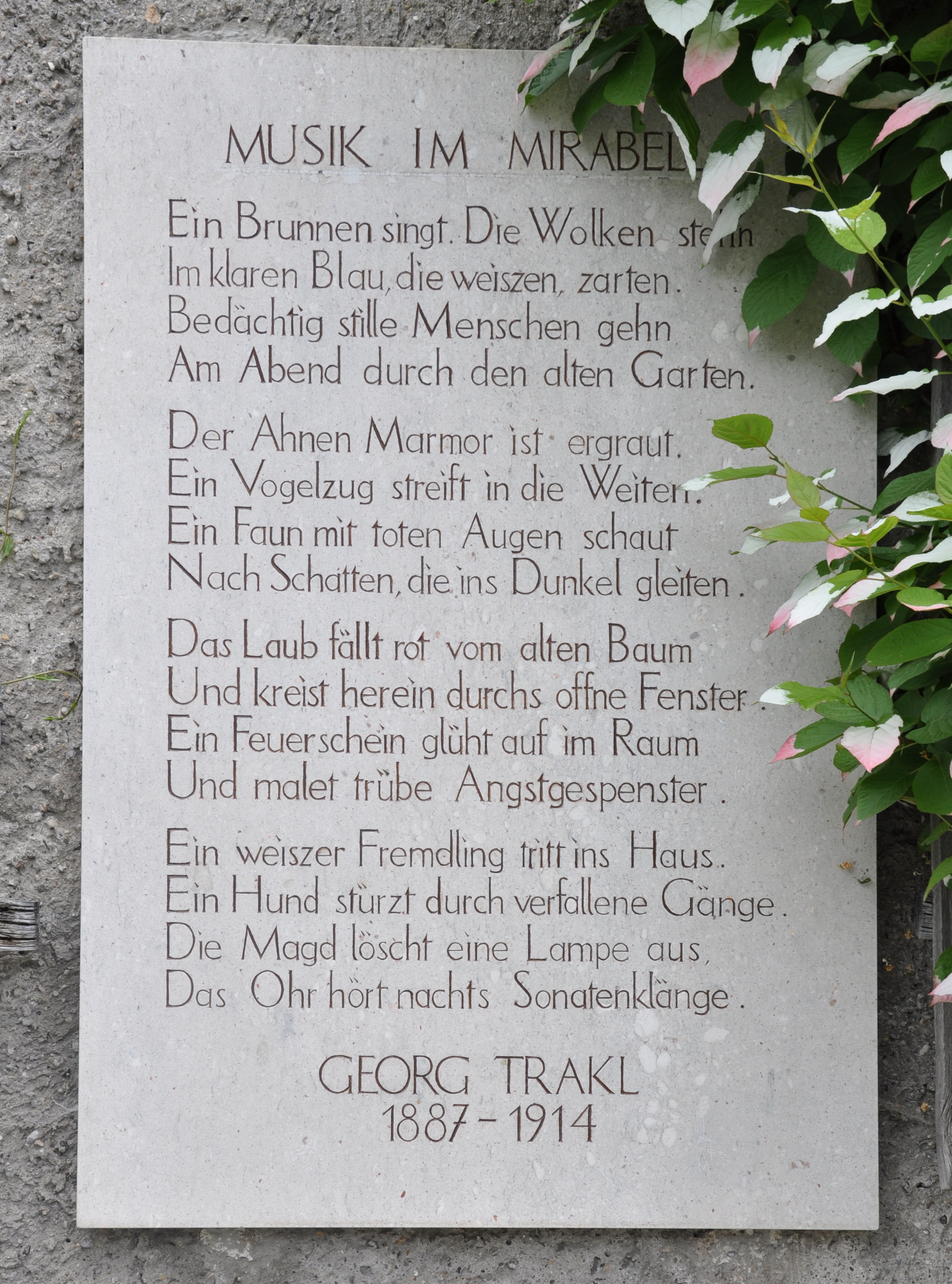
Traklova báseň 'Musik im Mirabell' v parku (Mirabellgarten, Salcburk)
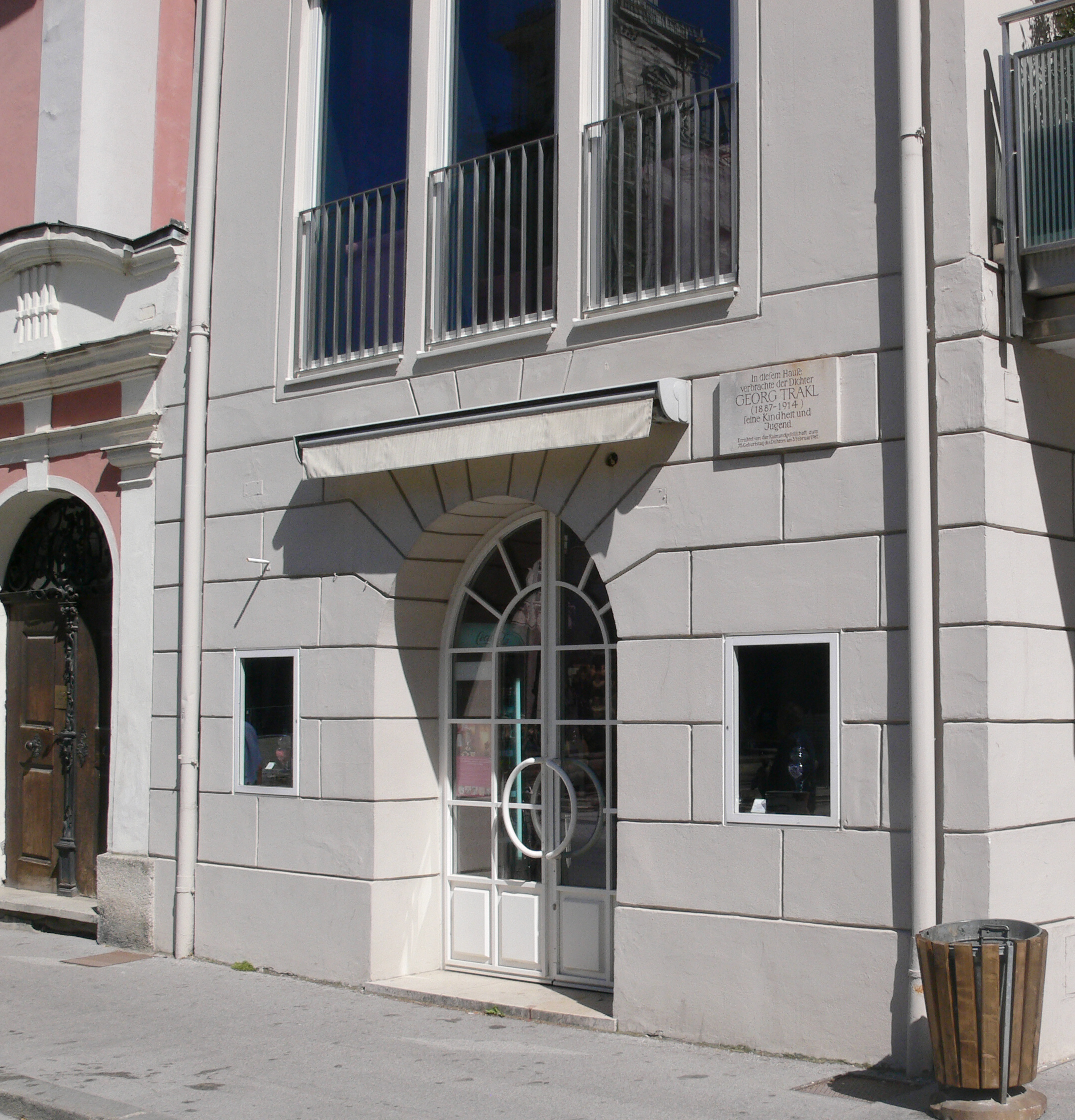
Dům rodiny Traklových v Salcburku (později Café Demel, dnes Café Glockenspiel a Vánoční museum)
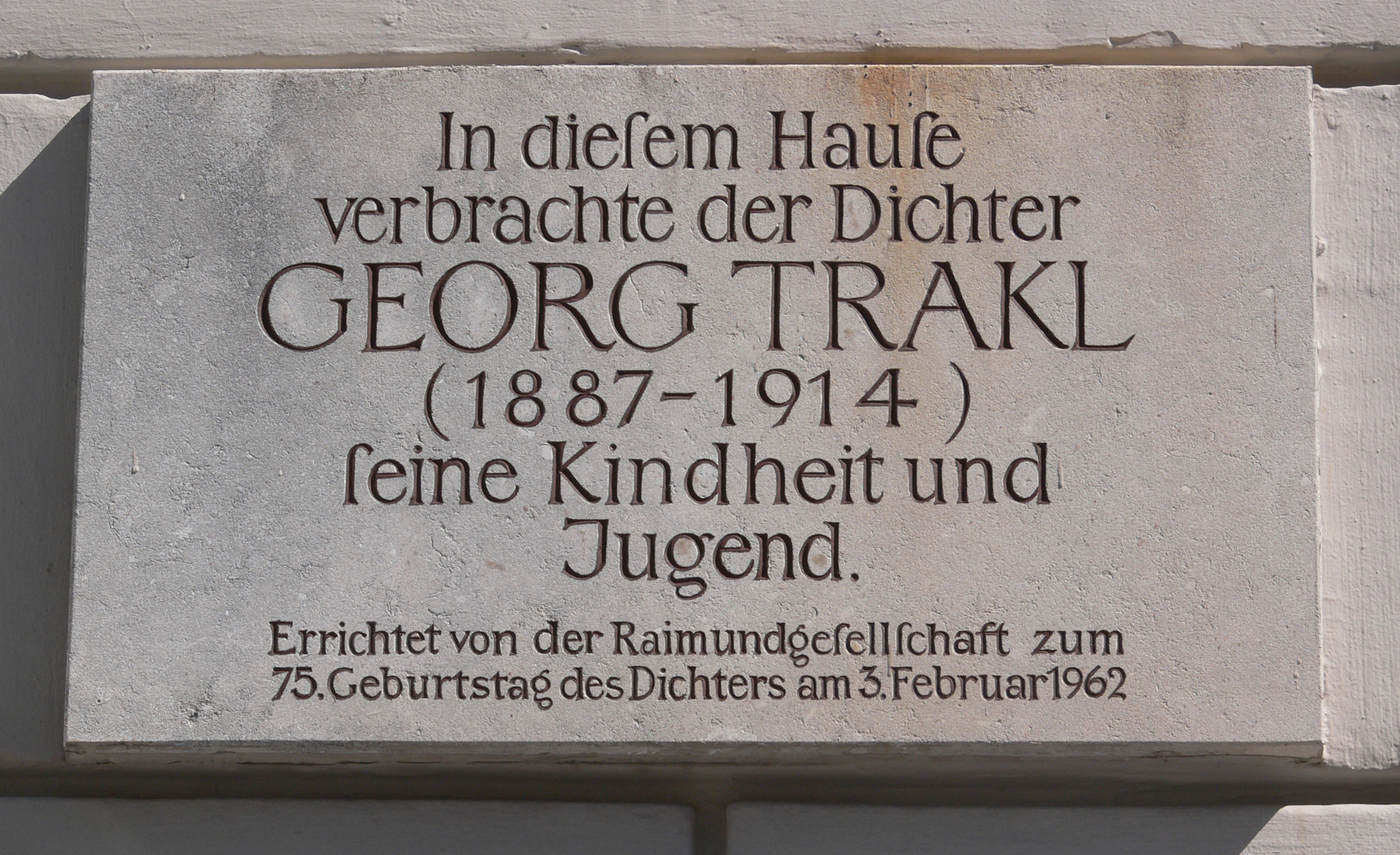
Pamětní deska v Salcburku (Café Demel/Café Glockenspiel)
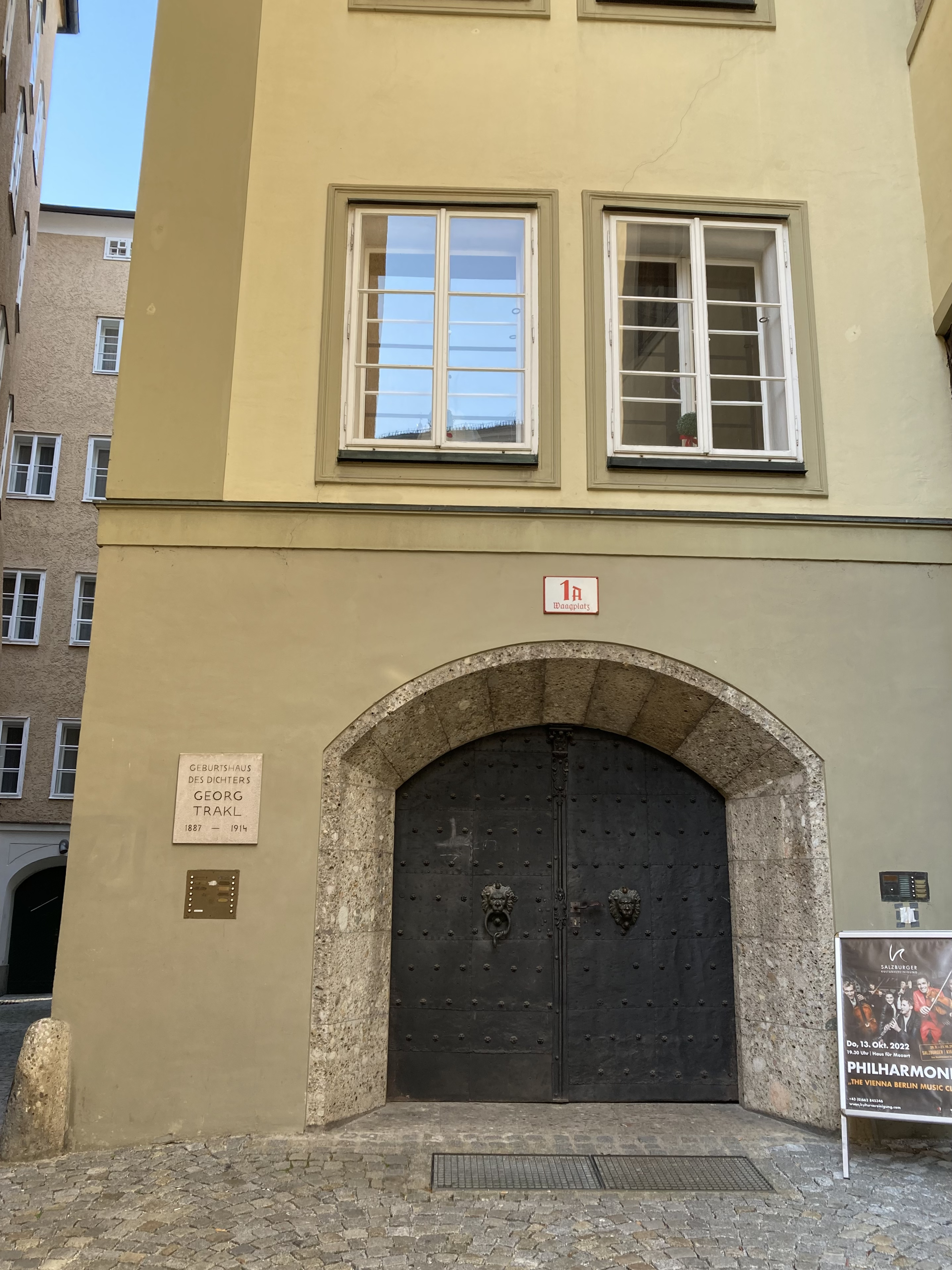
Rodný dům Georga Trakla v Salcburku na Waagplatz